# Бургулюк
Бургулю́к (каз. Біркөлік) — село у складі Толебійського району Туркестанської області Казахстану. Входить до складу Алатауського сільського округу.
До 2001 року село називалось Скрепльовка.
Населення — 266 осіб (2021; 234 у 2009, 214 у 1999, 40 у 1989).